# فونتین-پاژو
فونتین-پاژو (انگلیسی: Fountaine-Pajot) شرکت لوازم ورزشی فرانسوی است، که‌ در سال ۱۹۷۶ تأسیس شد.